# Coupéville
Coupéville ist eine französische Gemeinde mit 168 Einwohnern (Stand: 1. Januar 2022) im Département Marne in der Region Grand Est (vor 2016: Champagne-Ardenne). Die Gemeinde gehört zum Arrondissement Châlons-en-Champagne und zum Kanton Châlons-en-Champagne-3. 

## Geographie
Coupéville liegt am Oberlauf der Moivre, etwa 20 Kilometer ostsüdöstlich des Stadtzentrums von Chalons-en-Champagne. Umgeben wird Coupéville von den Nachbargemeinden Marson im Norden und Westen, Poix im Nordosten, Le Fresne im Osten, Vanault-le-Châtel im Süden und Südosten, Saint-Amand-sur-Fion im Süden sowie Saint-Jean-sur-Moivre im Westen.

## Bevölkerungsentwicklung
| Jahr                       | 1962 | 1968 | 1975 | 1982 | 1990 | 1999 | 2006 | 2011 | 2018 |
| Einwohner                  | 168  | 190  | 150  | 175  | 168  | 147  | 143  | 192  | 162  |
| Quellen: Cassini und INSEE |      |      |      |      |      |      |      |      |      |

## Sehenswürdigkeiten
- Kirche Saint-Memmie aus dem 12./13. Jahrhundert, Monument historique seit 1930

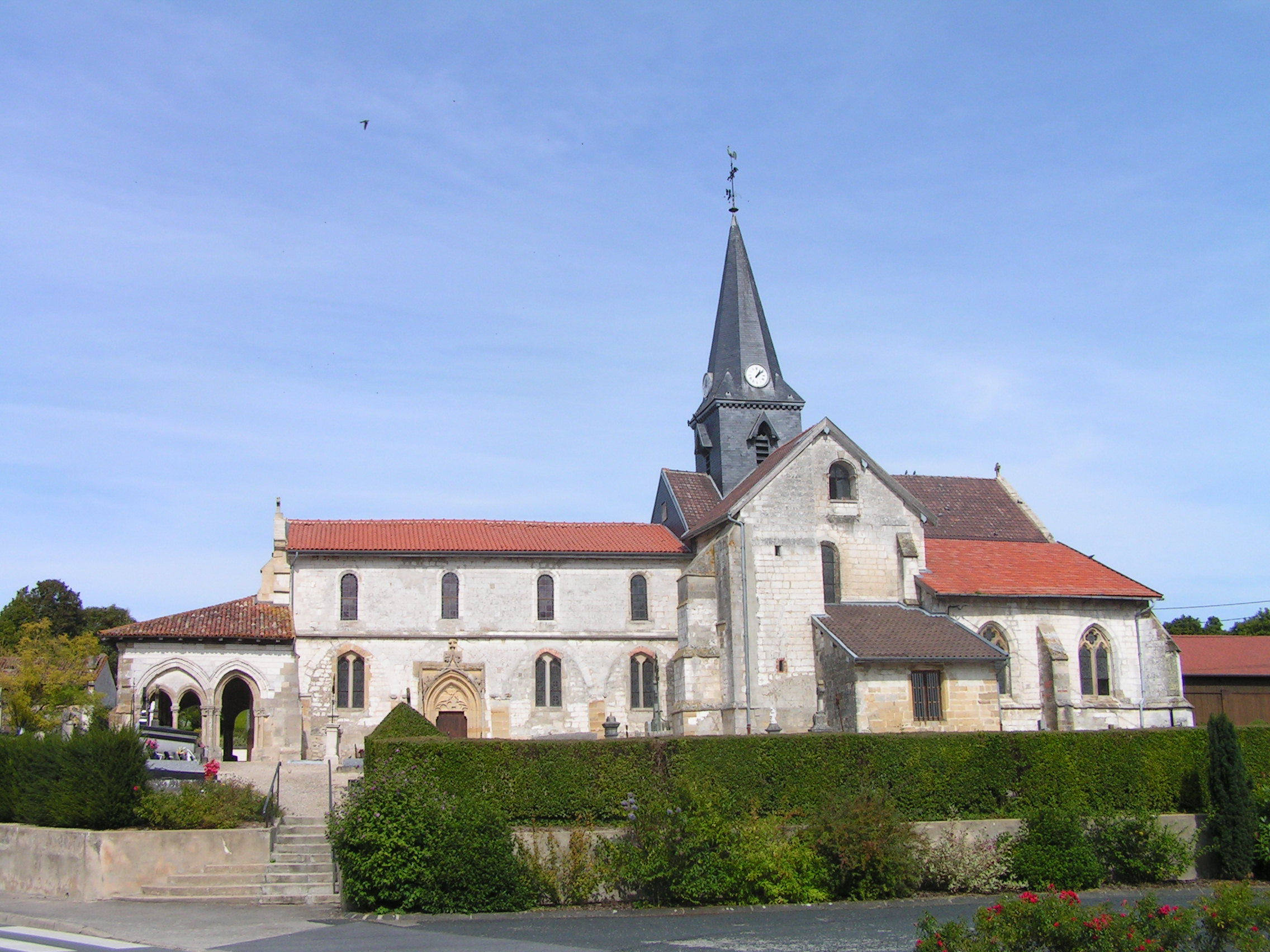
Kirche Saint-Memmie